# Anthene sobrina
Anthene sobrina är en fjärilsart som beskrevs av Talbot 1935. Anthene sobrina ingår i släktet Anthene och familjen juvelvingar. Inga underarter finns listade i Catalogue of Life.